# Hot Spot (WLAN)
Hot Spots sind öffentliche drahtlose Internetzugangspunkte. Sie sind sowohl in öffentlichen Räumen (einige Bibliotheken, Krankenhäuser, Flughäfen, Bahnhöfe usw.) als auch in privaten wie z. B. Gastronomie, Hotels etc. installiert. Es kommt fast ausschließlich eines der Protokolle der IEEE 802.11-Familie (Umgangssprachlich WiFi oder WLAN genannt) zur Anwendung, eine Verbindung zum Hot Spot ist dadurch mit einer Vielzahl an Geräten möglich, weil die Protokoll-Familie in Mobilgeräten sehr häufig unterstützt wird.
Als Open WLAN (OWLAN) bezeichnet man einen öffentlichen Hot Spot, dessen Betreiber ihn für andere Benutzer zur Verfügung stellt, ohne Nutzungsentgelte zu verlangen.

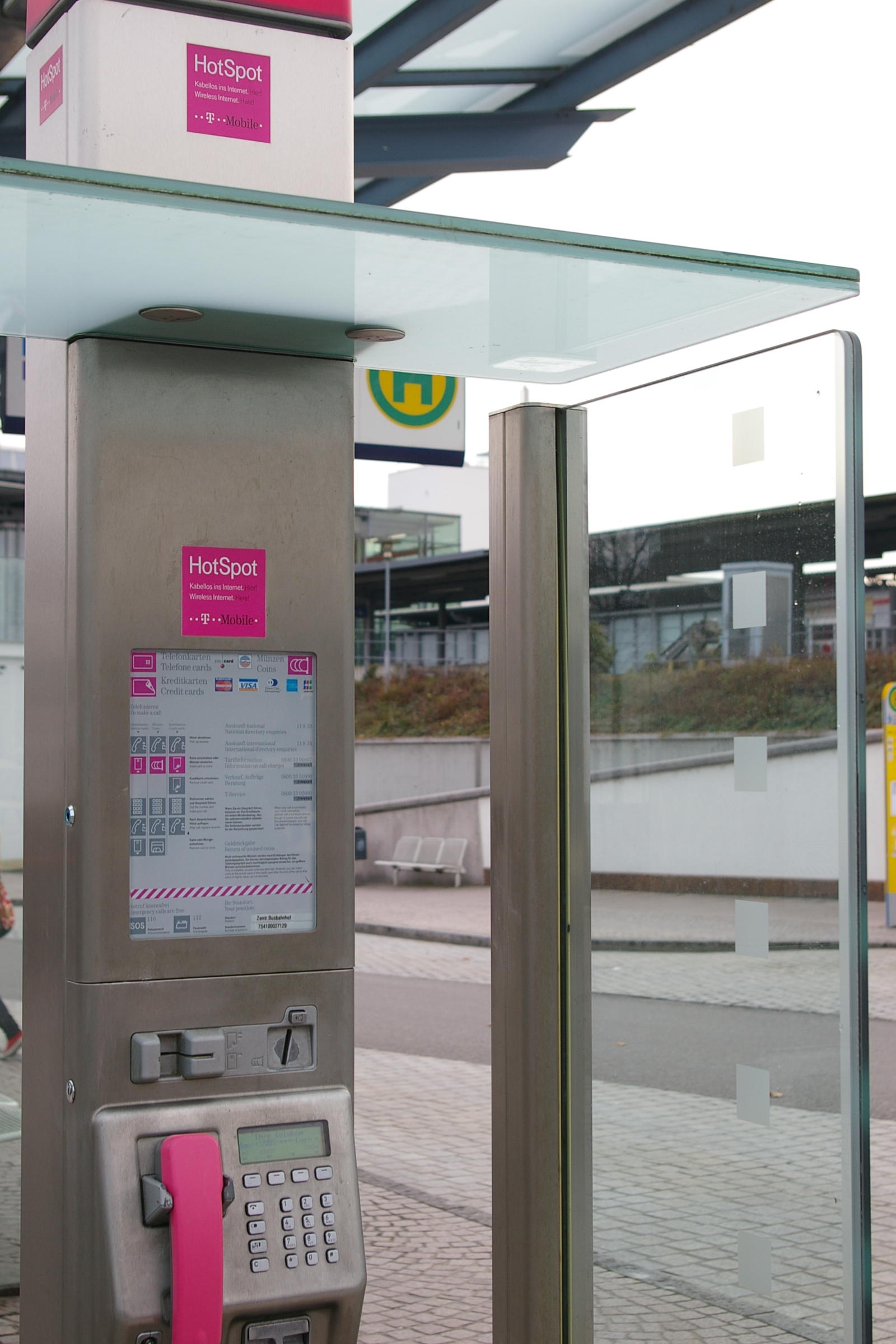
Auch in öffentlichen Telefonen sind gelegentlich Hotspots eingebaut, hier ein Modell von der Deutschen Telekom

## Aufbau eines Hot-Spot-Systems

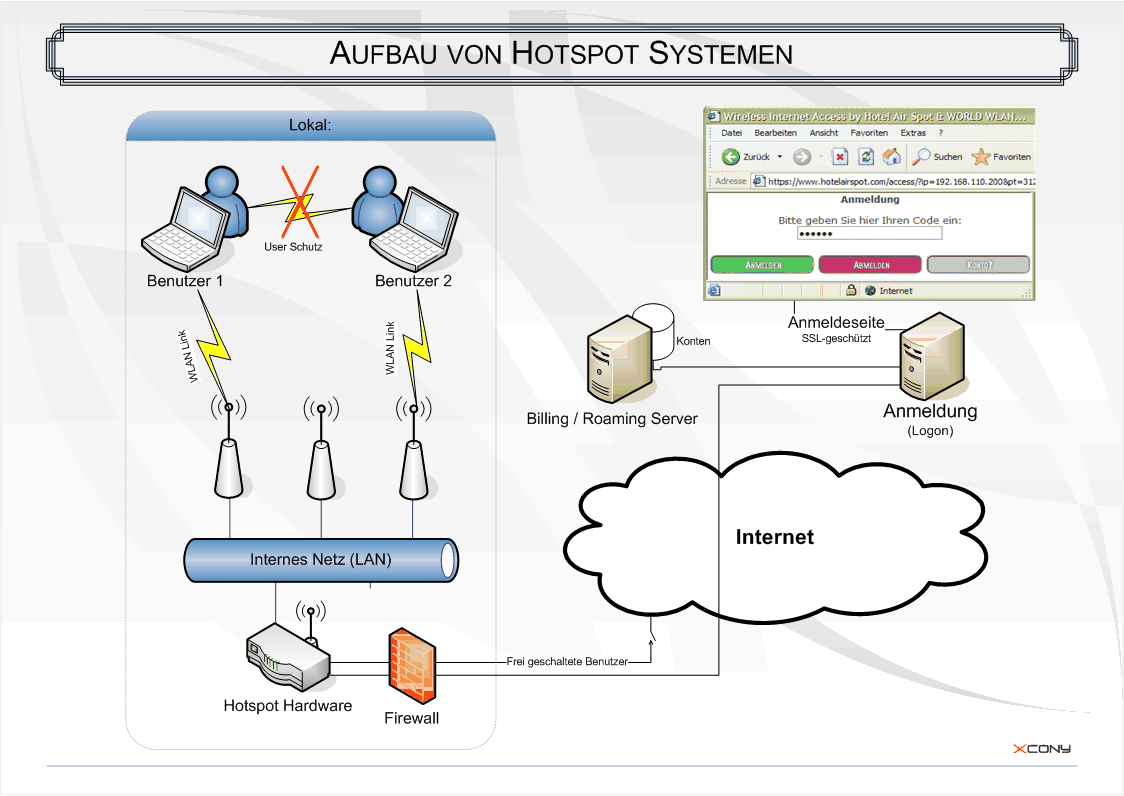
Schematischer Aufbau von Hot-Spot-Systemen

Die Aufgabe eines Hot Spots besteht darin, Benutzern einen Internetzugang zu ermöglichen und dafür die erforderliche Freischaltung der Empfangsgeräte durchzuführen. Dafür werden mehrere Komponenten und Funktionen benötigt:
- WLAN-Access-Points, mit denen die Benutzer mit ihren WLAN-Geräten zunächst einen Zugang zum lokalen Netzwerk erhalten.
- eine Schnittstelle zwischen diesem WLAN und dem Internet. An dieser findet – meist durch einen Router – eine Überprüfung statt, wer eine Internetverbindung erhält. Das System erkennt beim Zugriff auf das Internet, ob ein Benutzer bereits angemeldet ist. Die Unterscheidung der Benutzer – respektive der Computer – geschieht über IP-Adressen bzw. MAC-Adressen.
- Für den Fall, dass ein Benutzer noch nicht angemeldet ist, wird sein Web-Browser automatisch zunächst auf eine Anmeldeseite, ein sogenanntes Captive Portal, geleitet. Dort kann man sich mittels Eingabe eines Codes oder Passwortes authentifizieren. Der eingegebene Code wird anhand einer Datenbank, die im Internet oder lokal auf einem Hot-Spot-Router liegt, überprüft und der Benutzer freigeschaltet. Jeder Code hat ein bestimmtes vorgegebenes Zeitguthaben (Prepaid-Verfahren).
- Die Anmeldung aktiviert einen Timer im Hot-Spot-Router, der sicherstellt, dass der Zugang nach Ablauf der gebuchten Zeit endet und gesperrt wird. Bei fast allen Systemen kann der Benutzer die Internet-Sitzung zwischenzeitlich unterbrechen. Meldet er sich ab, kann er sein nicht verbrauchtes Zeitguthaben später weiter nutzen. Einige Systeme bieten zudem die automatische Speicherung des Guthabens, falls der Benutzer vergisst, sich abzumelden.

## Unterscheidung zum normalen Wireless Access Point
Im Gegensatz zum normalen Wireless Access Point wird beim Hot Spot meist eine Kommunikation zwischen den Teilnehmern nicht gewünscht, da hierdurch Sicherheitsprobleme auftreten könnten. Auf Hot Spots ist daher in der Regel eine Benutzerisolierung konfiguriert. Dabei werden Daten, die an einen anderen Benutzer desselben Hot Spot gerichtet sind, nicht weitergeleitet und damit der gegenseitige Zugriff auf Netzwerkdienste von Geräten anderer Benutzer unterbunden.
Die Benutzerisolierung bietet jedoch keinen Schutz gegen das Abhören eigener Daten, da diese von anderen Benutzern mit sogenannten Sniffer-Programmen auch direkt empfangen werden können. Bei einem Hot Spot ist der Zugang zum WLAN meist unverschlüsselt oder der Schlüssel einem größeren Benutzerkreis bekannt. Daher können Daten relativ leicht mitgelesen werden. Besonders bei der Übertragung von Zugangsdaten besteht die Gefahr, dass diese unbemerkt mitgelesen und später missbraucht werden. Die Anmeldeseite des Hot Spot (falls vorhanden) ist aus diesem Grund in der Regel über eine TLS-Verbindung gesichert und stellt ein Zertifikat zur Verfügung. Auch bei allen weiteren Anmeldevorgängen sollte jeder Benutzer diesen vergleichsweise öffentlichen Charakter eines Hot Spots beachten und in einem besonderen Maß auf eine gesicherte Verbindung achten.

## Unterschiede einzelner Anbieter
Einige Hersteller verwenden statt eines Codes eine Kombination aus Benutzername und Passwort. Zum Erwerb eines gültigen Zugangs ist in einigen Fällen ein Handy (eines bestimmten Providers) oder eine Kreditkarte erforderlich. Häufig kann der Zugang einfach vor Ort erworben werden.
Zum Management des Hot Spots gehört die Abspeicherung der Guthaben. Prinzipiell gibt es zwei Möglichkeiten:
- Werden diese Daten lokal und dezentral gespeichert, gehen die Guthaben (auch angebrochene) mit einem Neustart des Systems meist verloren. Auch ist ein Roaming, das heißt die Verwendung eines Zugangs an unterschiedlichen Orten, dann grundsätzlich nicht möglich.
- Werden die Daten an einem Ort gespeichert, sind die Zugänge von mehreren Hot Spots abfragbar. Auf diese Weise können beispielsweise Hotelketten ihren Gästen Zugänge anbieten, die in allen angeschlossenen Hot Spots genutzt werden können.

## Unterschiede internes/externes Roaming
- Internes Roaming (1): Die mobile Station wechselt von einem Access Point zu einem anderen Access Point innerhalb eines Heimatnetzes, weil die Signalstärke zu schwach wird. Ein Authentifizierungs-Server (RADIUS) übernimmt dabei die Re-Authentifizierung der mobilen Station via IEEE 802.1X. Die Abrechnung der QoS erfolgt im Heimatnetz.
- Externes Roaming (2): Die mobile Station (Client) wechselt in ein „fremdes“ WLAN und nimmt deren Dienste in Anspruch. Der Benutzer kann also unabhängig von seinem Heimatnetz ein anderes Fremdnetz benutzen, sofern dies für Besucher offen ist. Dazu sind spezielle Authentifizierungs- und Abrechnungssysteme erforderlich, die den mobilen Nutzern Dienste im fremden Netz eindeutig verrechnen.[1]

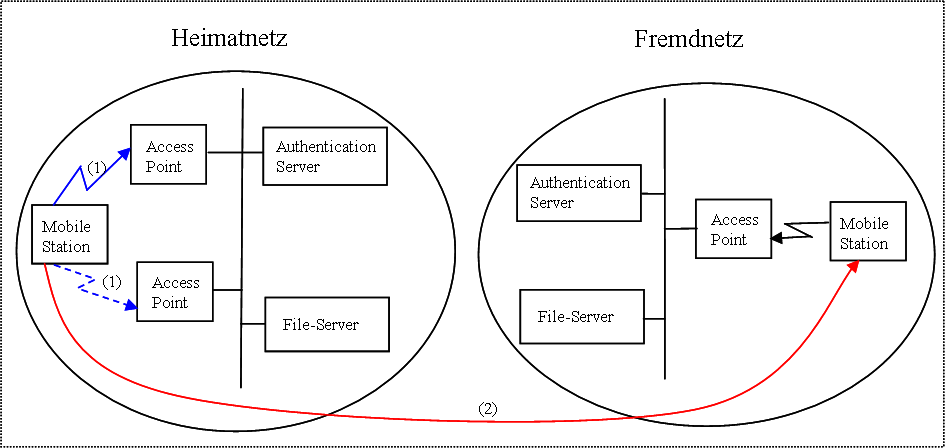
Prinzipdarstellung internes beziehungsweise externes Roaming im WLAN

## Entgelt
Je nach gewünschtem Szenario kann ein Hot Spot für die Nutzer kostenfrei sein (meist organisiert in Hot-Spot-Communities, siehe unten), oder der Betreiber erhebt vom Benutzer ein Entgelt für die Nutzung.
Die Preise sind seit 2003 stark gefallen, auf etwa zwei bis acht Euro pro Stunde. Guthabenkarten, die auch mehrmaliges An- und Abmelden erlauben, sind zunehmend häufiger anzutreffen.
Man kann bei den kostenpflichtigen Hot-Spot-Anbietern jeweils unter zwei verschiedenen Zahlungsmethoden auswählen:

### Abo per Vorkasse
Man muss sich über die Webseite des Anbieters im Voraus (von zu Hause, vom Arbeitsplatz) anmelden und erwirbt ein Abo (monatliches Freivolumen beziehungsweise Freistunden).

### Vor-Ort-Bezahlung
Man stellt eine Verbindung zum Hot Spot her und bezahlt über eine Seite im Intranet für einen bestimmten Zeitraum (Prepaid-Verfahren) per Abbuchung von einem Kundenkonto (nach Identifikation), per Kreditkarte, per PayPal oder – seltener – per Debitkarte oder mit Münzen. Das sogenannte Post-Paid-Verfahren lässt Benutzer erst surfen, und der Betreiber rechnet später die genutzte Zeit ab. Letztgenanntes Verfahren hat sich jedoch als nicht praxistauglich erwiesen, da die Kostentransparenz für die Benutzer schwindet. Technisch gesehen, wird bei einer hergestellten Verbindung zum Hotspot, die angeforderte Seite abgefangen und stattdessen eine sogenannte Portalseite an den Client ausgeliefert (Redirect). Auf dieser Seite werden die Tarifinformationen angezeigt und gegebenenfalls die nötigen Bezahlinformationen. Ist die Bezahlung abgeschlossen, wird automatisch an die ursprüngliche Zieladresse weitergeleitet.
Für Nutzer, die häufig über Hot Spots surfen, ist das Abo per Vorkasse die günstigere Alternative, während für unregelmäßige und seltene Nutzung die Vor-Ort-Bezahlung sinnvoller sein kann.

### Abrechnungssystem (Benutzer-Fairness-Modell)
Das dynamische Gebührenmodell erlaubt eine volumenbasierte Abrechnung, wobei nur die entsprechende Datenmenge (Video, Audio etc.) verrechnet wird. Ferner wird der Tarif nach Netzauslastung und Verkehrsklassen (Benutzerbedarf) klassifiziert.
Wenn die Netzauslastung steigt, dann muss der Benutzer die nächsthöhere Tarifklasse bezahlen. Dabei wird der Benutzer gefragt, ob er die Sitzung auch bei einem höheren Tarif noch aufrechterhalten möchte. Ferner wird bei zeitkritischen Anwendungen (Video, Audio) eine höhere Tarifklasse verrechnet werden als bei nicht-zeitkritischen Anwendungen (z. B. Lesen von Webseiten, E-Mail).

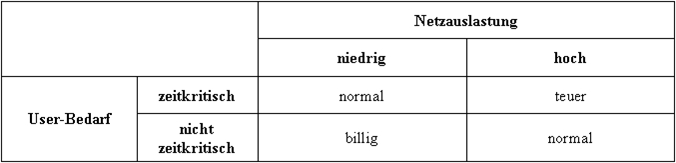
Benutzer-Fairness-Modell

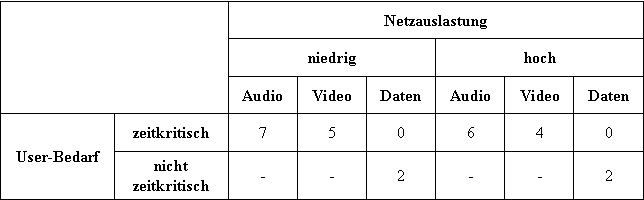
EDCF-Benutzer-Prioritätenliste in Abhängigkeit vom Benutzerbedarf und Netzauslastung

Das „Benutzer-Fairness-Modell“ wird technisch durch EDCF (IEEE 802.11e) realisiert. Eine EDCF-Benutzer-Prioritätenliste teilt den Datenverkehr in drei Zugriffskategorien (access categories) und Benutzerprioritäten (user priorities, UP) ein:
- Data [UP 0|2]
- Video[UP 5|4]
- Audio[UP 7|6]

Wenn die Netzauslastung steigt, dann wird den Übertragungsblöcken der jeweiligen Zugriffskategorie im Netzwerk ein niedriger Prioritätswert zugewiesen – ebenso, wenn der Datentransfer nicht zeitkritisch ist.

## Hot-Spot-Technologie
Für Anmeldung und Datenübertragung wird meist der IEEE-802.11b/g-Standard verwendet. Die Anmeldung am Hot Spot ist fast immer (über SSL) verschlüsselt. Danach werden Daten in der Regel unverschlüsselt übertragen, es sei denn, es wird VPN verwendet. Dies setzt jedoch eine VPN-Client-Installation am Mobilgerät (Laptop, Smartphone etc.) voraus.
Es gibt zwei Abrechnungsverfahren / Lösungen:
- Zentrale Abrechnung über Internet: Der Hot-Spot-Anbieter ermöglicht die Abrechnung über einen Backend-Dienst, mit redundanter Hardware und globalen Daten für mehrere Hot-Spot-Betreiber. Das heißt, ein Kunde kann mit gleichen Daten an mehreren Standorten surfen (z. B. Deutsche Telekom oder Swisscom). Hierbei handelt es sich um eine Provider-Lösung. Die Daten der Kunden werden auf einen zentralen Server gespeichert.
- Lokale Abrechnung: Der Hot-Spot-Anbieter, der zugleich auch Betreiber ist, macht selbst die Abrechnung und die Tarife. Dabei wird der Hot-Spot vom Internet-Anschlussinhaber bereitgestellt. Die Zugangsdaten werden auf dem Hot-Spot gespeichert. Der Inhaber des Hot-Spot hat volle Kontrolle über das Netzwerk.

## Roaming
Von Roaming spricht man, analog zum Mobilfunk, wenn ein Kunde eines (kommerziellen) Hot-Spot-Betreibers den Hot Spot eines fremden Betreibers im In- oder Ausland benutzt. Hier kann er sich mit den Login-Daten seines Home-Service-Providers einloggen und bekommt von diesem auch seine Rechnung. In Deutschland setzten vor allem die unabhängigen WLAN-Betreiber auf Roaming, so erlaubt etwa The Cloud seit einiger Zeit den Geschäftskunden von O2 den Zugriff auf das eigene Netzwerk. Dagegen ist zum Beispiel ein Roaming zwischen den Netzwerken von T-Mobile und Vodafone im Moment noch nicht möglich.

## Hotzones
Verschmelzen mehrere Hot Spots zusammen, so spricht man von Hot Zones. Die Hersteller haben hier unterschiedliche Technologien entwickelt, die jedoch meist inkompatibel zueinander sind. Ansätze, um Standards zum Zusammenschluss von Hot Spots zu entwickeln, hat es zwar gegeben (z. B. Greenspot, WISPr), nicht zuletzt aufgrund des kommerziellen Charakters vieler Hot Spots allerdings nicht sonderlich erfolgreich.

## Mobiler WLAN-Hotspot

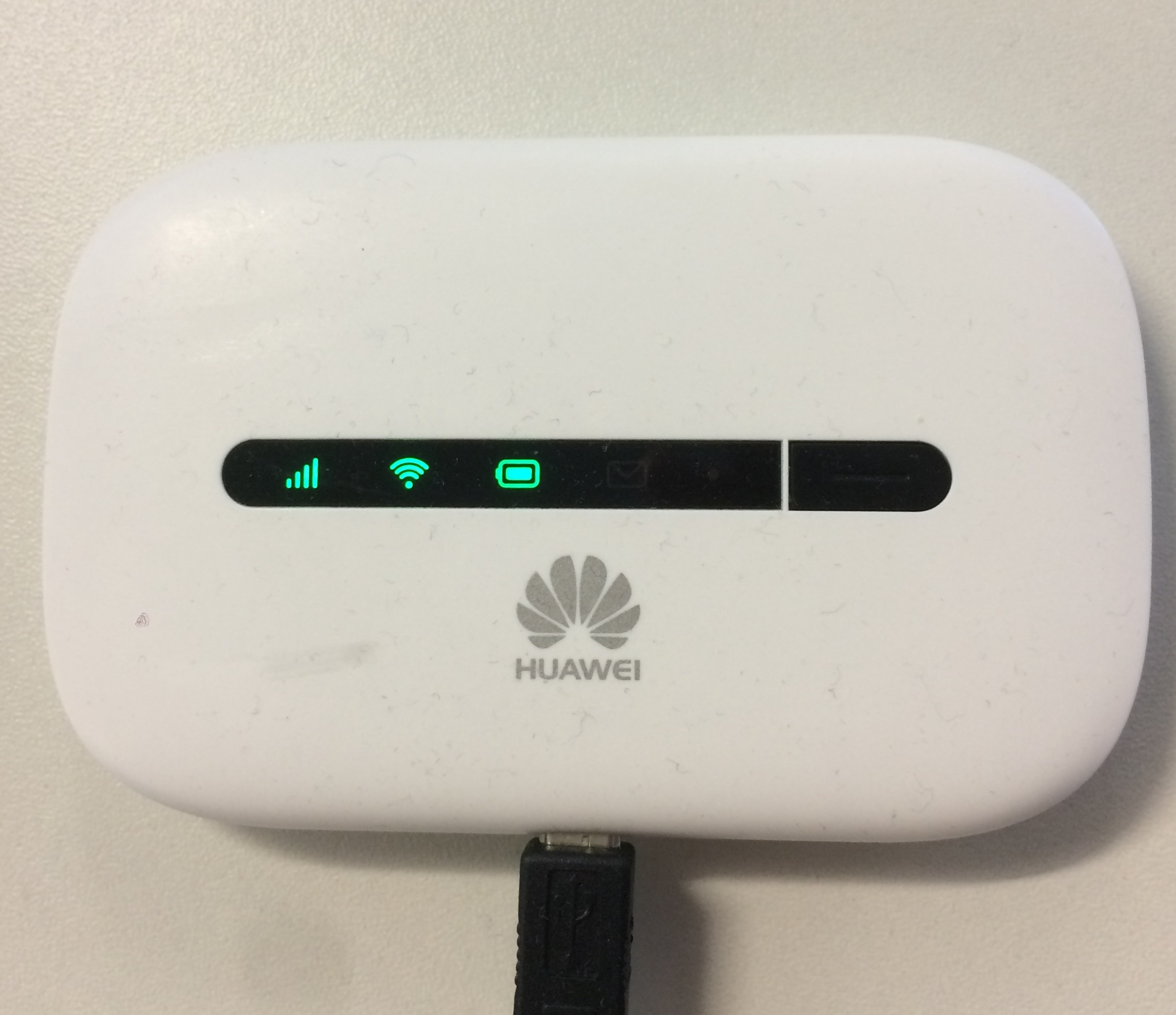
Tragbarer Mifi

Ein mobiler WLAN-Hotspot (umgangssprachlich auch als „MIFI“ bezeichnet) dient für ein oder mehrere Endgeräte – ohne eigenes GSM-Modul – als Datenbrücke in ein Mobilfunknetz. Endgeräte ohne Mobilfunk-Empfangsteil können so trotzdem Mobilfunkinternet nutzen. Auch bleibt der Nutzer, da er den Hotspot im Fahrzeug oder in seiner Tasche bei sich führt, wie im Mobilfunknetz in seiner Bewegungsfreiheit unbeeinflusst. Diese Technik eignet sich im Ausland unter Verwendung einer geeigneten Gastland-Provider-SIM-Karte vorzüglich zum Umgehen einer sonst teuren Roaming-Gebühr. Die Telefonerreichbarkeit über die gewohnte Rufnummer bleibt dabei erhalten. Zur Energieversorgung dient ein im Hot Spot integrierter Akku, für den Hotspot-Internetzugang ist je ein Mobilfunkvertrag (Prepaid bis Mobilfunkvertrag) notwendig.

## Qualitätsmerkmale
Hot Spots, im Sinne von abgerechneten oder kostenlosen drahtlosen Zugängen ins Internet, unterscheiden sich durch folgende Qualitätsmerkmale:
- Die Autorisierung von Nutzern, bevor ein Internetzugang freigegeben wird.
- Zugang zum WLAN und Internet, ohne dass die Nutzer Netzwerkeinstellungen ändern müssen.
- Der Schutz der Benutzer untereinander. Im Gegensatz dazu Standard-Access Points, bei denen ein Austausch von Daten gewünscht wird.
- Die Abrechnung beziehungsweise Erfassung von Zeit- und/oder Volumenkontingenten (sekunden- und bytegenau, revisionssicher).
- Access-Point-Roaming, den reibungslosen Standortwechsel vor Ort über die angeschlossenen Access Points.
- Bei kommerziellen Hot Spots in der Regel nicht angeboten: Verschlüsselung des Datenverkehrs durch WPA (WEP ist veraltet und gilt nicht mehr als sicher). Andernfalls sind nur verschlüsselte Anwendungen wie HTTPS (SSL-Verschlüsselung) zu empfehlen. Alternativ zu WPA kann der gesamte Verkehr etwa mit OpenVPN per SSL verschlüsselt werden. Die bestmögliche Sicherheit bieten Hotspots mit WPA-Enterprise-Verschlüsselung weil dort im Unterschied zu unverschlüsselten und PSK (preshared key) Netzwerken die Daten eines jeden Benutzers mit seinem persönlichen Kennwort verschlüsselt werden. In dem Fall wird meistens eine zweite unverschlüsselte SSID benötigt, damit sich die Benutzer selbst registrieren und den persönlichen Login überhaupt erhalten können.
- Die Absicherung von Nutzerverbindungen über WLAN beziehungsweise LAN durch eine VPN-Verbindung bis zum Internetgateway des Providers.
- Die Zahl der unterstützten Sprachen auf der Login- oder Anmeldeseite.
- Barrierefreiheit der Login- oder Anmeldeseite.
- Die Zahl der Abrechnungsmethoden (Prepaid, Postpaid und elektronischem Geld).
- Der kostenfreien Möglichkeit von Ticketroaming (standortübergreifende Gültigkeit von Zugangscodes).
- Dem kostenfreien Roaming mit anderen Hot-Spot-Betreibern unter Einhaltung von Quotas (Ausschaltung der Clearingstellen).
- Bei selbstgemanagten Systemen: Dem Einbehalten des vorher selbst festgelegten Ticketpreises zu 100 Prozent ohne Provisonsabgabe.

## Hot Spots als Instrument der Kundenbindung und des Vertriebs

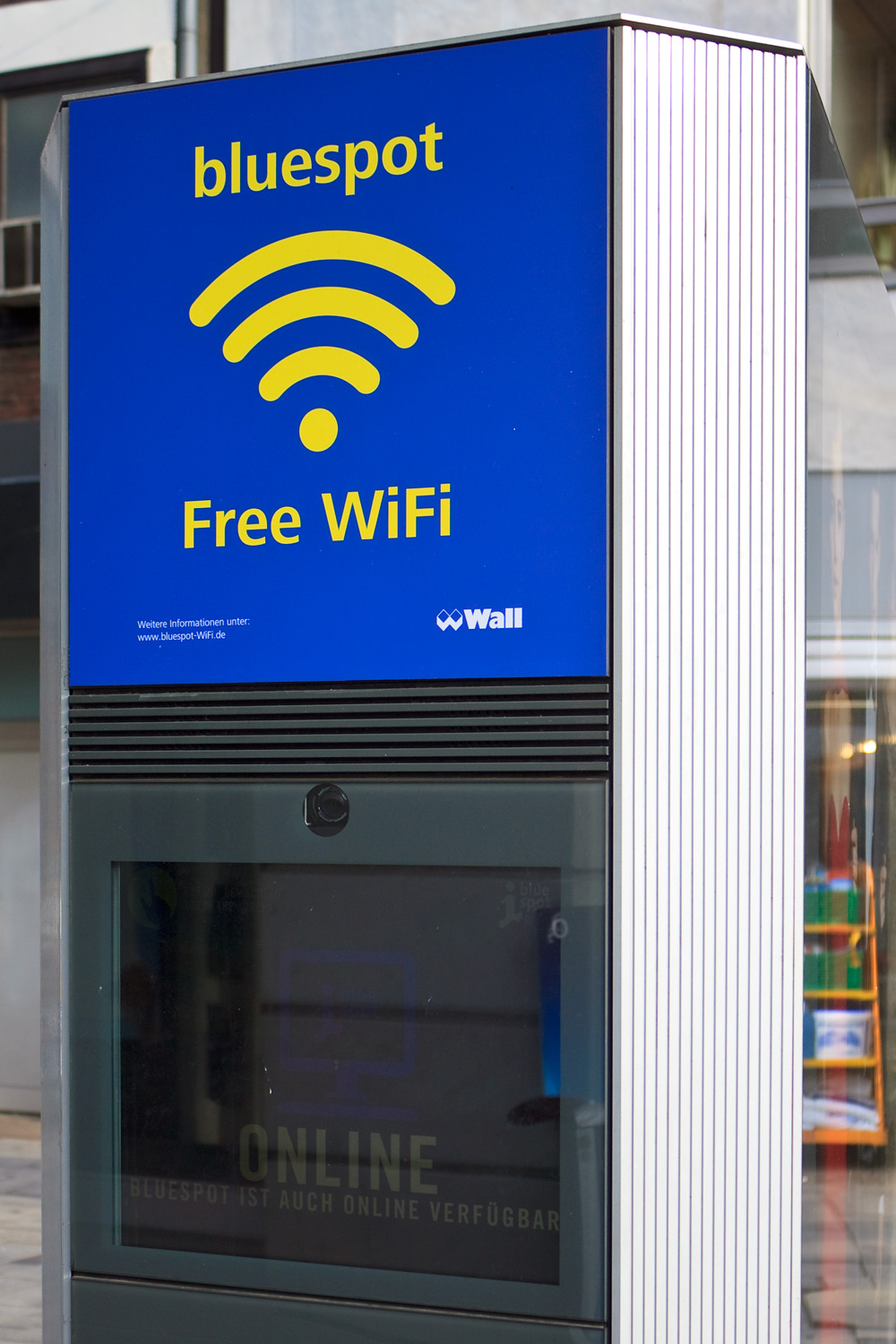
Außenwerbung mit Internetkiosk und kostenfreiem Hotspot in Düsseldorf.

In den Vereinigten Staaten und Kanada bietet die Kaffeehaus-Kette Starbucks ihren Kunden seit dem Sommer 2010 freien zeitlich unbegrenzten Zugang zu ihren Hot Spots an. Allein im Oktober 2010 nutzten dies nach Angaben des Unternehmens mehr als 30 Millionen Kunden.
Seitdem betreibt die Kette ein „digitales Mediennetzwerk“: Kunden, die sich mit ihrem Notebook oder Smartphone im Hotspot einloggen, erhalten auf einer Menüseite Musiktitel, Videos, Nachrichten, Stellenangebote sowie digitale Bücher zur Auswahl. Das Buchangebot soll täglich wechseln. Die E-Books können kostenlos in einem Browser gelesen werden, solange der Kunde in der Filiale eingeloggt ist. Die Nachrichten liefern unter anderem die drei großen amerikanischen Zeitungen New York Times, Wall Street Journal und USA Today. Stellenangebote und Karrieretipps stammen vom Internetnetzwerk Linkedin. Den Verkauf von Literatur, Musik und Videos wickelt der Kooperationspartner Apple über seinen iTunes-Store ab. Einmal wöchentlich (jeden Dienstag) kann man einen kostenlosen Song herunterladen.
Der Bürgermeister von London hatte im Zuge der Olympischen Sommerspiele 2012 angekündigt, die gesamte Stadt mit Hot Spots zu überziehen, um Touristen einen möglichst reibungslosen Internetzugang zur Verfügung zu stellen.
In Deutschland finden sich öffentliche Hotspots in Restaurants der Fastfood-Ketten McDonald’s, Burger King, Starbucks und Pizza Hut sowie vielerorts in Einkaufszentren, Filialbäckereien und auch den meisten öffentlichen Büchereien. Die Deutsche Bahn kooperiert mit der Deutschen Telekom und ermöglicht Gratiszugänge an mehreren Hauptbahnhöfen sowie in den Zügen. Die Firma Wall AG erstellt in Düsseldorf erstmals dauerhaft ein stadtweites Netz mit 50 kostenfreien Hotspots, die in Außenwerbung integriert sind.
Mit dem Programm Wifi4EU bemüht sich seit Anfang 2018 ferner die EU darum, Hotspots in öffentlichen Einrichtungen zu fördern und sie dadurch für Besucher attraktiver zu gestalten.